# Stara Banja
Stara Banja (izvirno srbsko Стара Бања) je naselje v Srbiji, ki upravno spada pod Občino Medveđa; slednja pa je del Jablaniškega upravnega okraja.

## Demografija
V naselju živi 80 polnoletnih prebivalcev, pri čemer je njihova povprečna starost 43,9 let (42,1 pri moških in 46,6 pri ženskah). Naselje ima 32 gospodinjstev, pri čemer je povprečno število članov na gospodinjstvo 2,84.
Prebivalstvo je večinoma nehomogeno.
|  |

| Demografija | Demografija     | Demografija     |
| Leto        | Št. prebivalcev | Št. prebivalcev |
| ----------- | --------------- | --------------- |
|             |                 |                 |
|             |                 |                 |
|             |                 |                 |
|             |                 |                 |
| 1948        | 417             |                 |
| 1953        | 481             |                 |
| 1961        | 404             |                 |
| 1971        | 312             |                 |
| 1981        | 208             |                 |
| 1991        | 171             | 166             |
| 2002        | 92              | 91              |
|             |                 |                 |

| Etnična sestava po popisu iz leta 2002 | Etnična sestava po popisu iz leta 2002 | Etnična sestava po popisu iz leta 2002 | Etnična sestava po popisu iz leta 2002 | Etnična sestava po popisu iz leta 2002 |
| -------------------------------------- | -------------------------------------- | -------------------------------------- | -------------------------------------- | -------------------------------------- |
| Albanci                                | Albanci                                |                                        | 41                                     | 45,05%                                 |
| Srbi                                   | Srbi                                   |                                        | 36                                     | 39,56%                                 |
| Črnogorci                              | Črnogorci                              |                                        | 5                                      | 5,49%                                  |
| Muslimani                              | Muslimani                              |                                        | 1                                      | 1,09%                                  |
| Neznano                                | Neznano                                |                                        | 0                                      | 0,0%                                   |